# Marie Clément Gaillard de Saint Germain
 Marie Clément Gaillard de Saint Germain est un homme politique français né à Paris le 13 avril 1806 et mort à Beauvais le 8 février 1873.

## Biographie
Marie Clément Gaillard de Saint Germain naît à Paris le 13 avril 1806. Il est le fils de Clément Gaillard de Saint Germain, écuyer, seigneur de Saint-Germain, industriel, maire de Saint-Germain-La-Poterie, et d’Adélaïde Marie Anne Therresse.
Avocat à Paris, puis à Beauvais, Marie Clément Gaillard de Saint Germain est élu juge de paix du canton d'Auneuil, dans l'Oise le 8 septembre 1858, puis du canton sud-ouest de Beauvais, le premier juillet 1865, conseiller-général du canton d’Auneuil dans l’Oise de 1852 à 1864, membre du conseil d’arrondissement de Beauvais de 1848 à 1852, administrateur des Hospices de Beauvais. Il est maire de Saint-Germain-la-Poterie de 1838 à 1858.
Il décède à Beauvais le 8 février 1873.
Il est le père de Raoul Gaillard de Saint Germain.